# 阿爾湖 (卡累利阿共和國)
65°4′21″N 31°10′20″E / 65.07250°N 31.17222°E
阿爾湖（俄语：Алозеро），是俄羅斯的湖泊，位於該國西北部，由卡累利阿共和國負責管轄，長6.5公里、寬1.6公里，面積6.8平方公里，海拔高度101米，湖岸線長度23.6公里。